# دييغو خيمينيز
دييغو خيمينيز (بالإسبانية: Diego Jiménez Villa) (7 أبريل 1986 في المكسيك - ) هو لاعب كرة قدم مكسيكي في مركز الدفاع. لعب مع أتلانتي إف سي ونادي تيكوس ونيويورك ريد بولز ونادي موريليا الرياضي وVenados F.C. ‏.

## وصلات خارجية
- دييغو خيمينيز على موقع الدوري الأمريكي (الإنجليزية)
- دييغو خيمينيز على موقع قاعدة بيانات كرة القدم.إي يو (الإنجليزية)
- دييغو خيمينيز على موقع Soccerway.com (الإنجليزية)